# Rans
Rans – miejscowość i gmina we Francji, w regionie Burgundia-Franche-Comté, w departamencie Jura.
Według danych na rok 1990 gminę zamieszkiwało 389 osób, a gęstość zaludnienia wynosiła 63 osoby/km² (wśród 1786 gmin Franche-Comté Rans plasuje się na 385. miejscu pod względem liczby ludności, natomiast pod względem powierzchni na miejscu 712.).